# Diócesis de Kuito-Bié
La diócesis de Kuito-Bié (en latín: Dioecesis Kvitobiensis y en portugués: Diocese de Cuíto-Bié) es una circunscripción eclesiástica de la Iglesia católica en Angola. Se trata de una diócesis latina, sufragánea de la arquidiócesis de Huambo. Desde el 31 de octubre de 2022 es sede vacante.

## Territorio y organización
La diócesis tiene 73 025 km² y extiende su jurisdicción sobre los fieles católicos de rito latino residentes en el área de la ciudad de Kuito en la provincia de Bié.
La sede de la diócesis se encuentra en la ciudad de Kuito, en donde se halla la Catedral de San Lorenzo.
En 2021 en la diócesis existían 18 parroquias.

## Historia
La diócesis de Silva Porto fue erigida el 4 de septiembre de 1940 con la bula Sollemnibus Conventionibus del papa Pío XII, obteniendo el territorio de la diócesis de Angola y Congo (hoy arquidiócesis de Luanda). Originalmente era sufragánea de la arquidiócesis de Luanda.
El 25 de noviembre de 1957 cedió una porción de su territorio para la erección de la diócesis de Malanje (hoy arquidiócesis de Malanje) mediante la bula Inter sollicitudines del papa Pío XII.
El 1 de julio de 1963 cedió otra porción de su territorio para la erección de la diócesis de Luso (hoy diócesis de Lwena) mediante la bula Venerabilis Frater del papa Pablo VI.
El 3 de febrero de 1977 pasó a formar parte de la provincia eclesiástica de la arquidiócesis de Huambo.
El 16 de mayo de 1979 tomó su nombre actual en virtud del decreto Cum Excellentissimus de la Congregación para la Evangelización de los Pueblos.

## Estadísticas
Según el Anuario Pontificio 2022 la diócesis tenía a fines de 2021 un total de 1 016 000 fieles bautizados.
| Año                                                                             | Población            | Población | Población      | Sacerdotes | Sacerdotes    | Sacerdotes    | Bautizados por sacerdote | Diáconos permanentes | Religiosos | Religiosos | Parroquias |
| Año                                                                             | Bautizados católicos | Total     | % de católicos | Total      | Clero secular | Clero regular | Bautizados por sacerdote | Diáconos permanentes | Varones    | Mujeres    | Parroquias |
| ------------------------------------------------------------------------------- | -------------------- | --------- | -------------- | ---------- | ------------- | ------------- | ------------------------ | -------------------- | ---------- | ---------- | ---------- |
| 1950                                                                            | 63 536               | 943 529   | 6.7            | 46         |               | 46            | 1381                     |                      | 42         | 15         | 2          |
| 1969                                                                            | 243 743              | 600 000   | 40.6           | 56         | 12            | 44            | 4352                     |                      | 66         | 82         | 26         |
| 1980                                                                            | 329 000              | 723 000   | 45.5           | 9          | 3             | 6             | 36 555                   |                      | 8          | 15         | 22         |
| 1990                                                                            | 326 300              | 767 000   | 42.5           | 6          | 1             | 5             | 54 383                   |                      | 9          | 26         | 24         |
| 1999                                                                            | 415 655              | 981 179   | 42.4           | 15         | 11            | 4             | 27 710                   |                      | 12         | 34         | 10         |
| 2000                                                                            | 420 344              | 985 120   | 42.7           | 12         | 10            | 2             | 35 028                   |                      | 5          | 30         | 11         |
| 2001                                                                            | 426 774              | 995 991   | 42.8           | 15         | 13            | 2             | 28 451                   |                      | 5          | 37         | 11         |
| 2002                                                                            | 432 626              | 1 000 131 | 43.3           | 17         | 13            | 4             | 25 448                   |                      | 7          | 37         | 11         |
| 2003                                                                            | 440 627              | 1 001 914 | 44.0           | 18         | 13            | 5             | 24 479                   |                      | 10         | 35         | 11         |
| 2004                                                                            | 453 347              | 1 016 688 | 44.6           | 18         | 13            | 5             | 25 185                   |                      | 9          | 41         | 11         |
| 2013                                                                            | 806 639              | 1 295 000 | 62.3           | 32         | 21            | 11            | 25 207                   |                      | 32         | 60         | ?          |
| 2016                                                                            | 873 977              | 1 401 855 | 62.3           | 34         | 24            | 10            | 25 705                   |                      | 44         | 74         | 18         |
| 2019                                                                            | 955 245              | 1 531 800 | 62.4           | 40         | 26            | 14            | 23 881                   |                      | 49         | 81         | 16         |
| 2021                                                                            | 1 016 000            | 1 630 155 | 62.3           | 41         | 29            | 12            | 24 780                   |                      | 44         | 84         | 18         |
| Fuente: Catholic-Hierarchy, que a su vez toma los datos del Anuario Pontificio. |                      |           |                |            |               |               |                          |                      |            |            |            |

## Episcopologio
- Antonio Ildefonse dos Santos Silva, O.S.B. † (3 de noviembre de 1941-17 de agosto de 1958 falleció)
- Manuel António Pires † (23 de septiembre de 1958 por sucesión-15 de junio de 1979 renunció)
- Pedro Luís António † (15 de junio de 1979-15 de enero de 1997 retirado)
- José Nambi † (15 de enero de 1997 por sucesión-31 de octubre de 2022 falleció)
  - Sede vacante, desde 2022